# 王府镇 (赤峰市)
王府镇，是中华人民共和国内蒙古自治区赤峰市松山区下辖的一个乡镇级行政单位。

## 行政区划
王府镇下辖以下地区：
红金社区、铁南社区、敖包村、榆树林子村、王府村、长胜村、贝子府村、任家营子村、沟门村、十间房村、神树沟门村、牛家营子村、四分地村、二分地村和下官地村。

## 交通
- 111国道过境。